# ويندي ميتشينسون
ويندي ميتشينسون مؤرخة كندية في جامعة واترلو ورئيسة أبحاث كندا في النوع الاجتماعي والتاريخ الطبي.
تدربت ميتشينسون في جامعة يورك وسرعان ما أصبحت شخصية رئيسية في مجال تاريخ المرأة الكندية. بالتعاون مع رامزي كوك، شاركت في تحرير كتابها الأول «المجال المناسب: مكان المرأة في المجتمع الكندي»، وهو مجموعة من الكتابات عن المجال الجديد في ذلك الوقت لتاريخ المرأة الكندية. في عام 1988 ، شاركت في تأليف «المرأة الكندية: تاريخ» وهو أول كتاب مدرسي عن المرأة الكندية.
في وقت لاحق، بدأت في التركيز على تاريخ الطب، وخاصة صحة المرأة، وكتبت «طبيعة أجسادهن: النساء وأطبائهن في فيكتوريا في كندا». يدرس أحدث كتاب لها، «الولادة في كندا: 1900-1950»، تاريخ الولادة في السياق الكندي. بصفتها رئيسة أبحاث كندا، تقوم بإجراء بحث في تاريخ السمنة في كندا.